# Antonio Bribiesca
Antonio Bribiesca Castellanos (Ciudad de México, 23 de enero de 1905-9 de enero de 1980), conocido como Antonio Bribiesca, fue un compositor y guitarrista mexicano.

## Biografía
Nació el 23 de enero de 1905 en la Ciudad de México donde vivió siempre. Sus padres fueron Antonio Bribiesca Toledo y María Luisa Castellanos. Solo estudió hasta el bachillerato, pero desde pequeño tomó clases particulares de piano y a los nueve años ya componía algunas melodías. Fue parte de la bohemia mexicana y algunas fuentes indican que jugaba ajedrez y dominó.

## Vida artística
La música de Bribiesca aparece en algunas películas mexicanas, aunque casi ninguna da crédito de ello. Entre las pocas referencias acreditadas se encuentra su participación en la película Martín Corona en la que acompaña en la guitarra a Pedro Infante cantando "Paloma Querida". 
También participó en la televisión, en un programa patrocinado por los cerillos La Central que se llamaba "Guitarras", transmitido los viernes a las ocho de la noche por un canal de televisión cuando aún no había red nacional. Se dice que era tanta la audiencia "que se grababa y se enviaba a las repetidoras para su retransmisión". En este programa, Bribiesca tocaba la guitarra mexicana, Claudio Estrada, la guitarra bohemia; David Moreno Navarro, la guitarra española, y Ramón Donadio, la guitarra clásica.
Entre sus obras más conocidas se encuentra Dos de abril, pues por varios años interpretó esta pieza para abrir la programación de la XEW. Acompañó a Flor Silvestre en el álbum Flor Silvestre, vol. 8 con la guitarra y arreglos de Antonio Bribiesca (1968) y a Irma Serrano en el álbum Irma Serrano con la guitarra romántica de Antonio Bribiesca (1969).

## Reconocimiento e influencia
A pesar de que recibió reconocimiento como el Micrófono de Oro y un Disco de Oro por sus ventas, a Antonio Bribiesca nunca se le dio el reconocimiento que merecía como icono de la música de México. Prueba de ello es la influencia que ha ejercido en músicos como Miguel Peña y Juan Carlos Allende (mejor conocidos como Los Macorinos, acompañantes ejemplares a la guitarra de Chavela Vargas y más recientemente de Natalia Lafourcade), quienes aseguran que su música no solo es una continuación del estilo de Bribiesca, sino que fue él quien forjó el carácter nostálgico de la música de Cuco Sánchez. También influyó la música de Javier Bátiz, quien considera a Bribiesca, junto con Claudio Estrada, como una de sus dos grandes influencias a la guitarra.
El maestro Antonio Bribiesca Castellanos falleció el 9 de enero de 1980 y hasta el momento, no hay obra que reúna suficiente información sobre su estilo y su legado.